# Самарин, Иван Васильевич
Иван Васильевич Самарин (1817, Санкт-Петербург — 1885, Москва) — актёр театра, драматург и педагог.

## Биография
Родился 7 (19) января 1817 в семье крепостного. В 1837 году окончил Московское театральное училище (педагог — М. С. Щепкин) и поступил в труппу Малого театра. Ранние роли (Молчалин в «Горе от ума» А. С. Грибоедова и Хлестаков в «Ревизоре» Н. В. Гоголя) помогли Самарину проявить комический талант, однако за ним закрепилось амплуа первого драматического любовника. Одной из наиболее успешных ролей стала сыгранная в 1839 году роль Чацкого в «Горе от ума». Первое выступление Самарина в этой роли не было удачным. Но он продолжал работать над сценическим образом, и вскоре многие современники считали что Самарину в полной мере создать гармонический образ, передать и личную, и общественную драму Чацкого. Многие роли были сыграны им в комедиях Шекспира.
В 1864 году, сыграв в «Горе от ума» Фамусова, Самарин переходит к амплуа благородных отцов: Посадник в одноимённой пьесе А. К. Толстого, Муромский в «Деле» А. В. Сухово-Кобылина и другие.
Самарин проявил себя и как театральный педагог: с 1862 года он преподавал в Московском театральном училище (в числе его учеников Г. Н. Федотова, Н. А. Никулина), а с 1874 году руководил драматическим отделением при Московской консерватории. В 1879 году впервые поставил на сцене Малого театра оперу «Евгений Онегин» П. И. Чайковского силами студентов оперного класса консерватории.
В 1884 году Чайковский сочинил элегию в честь И. В. Самарина «Привет благодарности» для струнного оркестра C-dur, впоследствии известную как Элегия памяти И. В. Самарина.
Перу Ивана Самарина принадлежат пьесы «Утро вечера мудренее» (1864), «Перемелется — мука будет» (1865), «Самозванец Луба» (1868), ставившиеся в провинции.
За труды наставника по драматическому искусству, награждён орденом Св. Владимира 4-й степени.
Умер 13 (25) августа 1885 года. Похоронен на Ваганьковском кладбище (25-й уч.).

### Адреса в Москве
- 1872—1873 — Козицкий переулок, 5
- с 1872 — Тверская улица, 28

## Творчество

### Роли в театре
- 1832 — «16 лет, или Зажигатели» Дюканжа — Феликс
- 1837, 1839, 1864 — «Горе от ума» А. С. Грибоедова — Молчалин; Чацкий; Фамусов
- 1837 — «Отелло» У. Шекспира — Кассио
- 1837 — «Гамлет» У. Шекспира — Лаэрт
- 1838 — «Ревизор» Н. В. Гоголя — Хлестаков
- 1841 — «Мария Стюарт» Ф. Шиллера — Мортимер
- 1841 — «Горе от ума» А. С. Грибоедова — Чацкий
- 1847 — «Венецианский купец» У. Шекспира — Шейлок
- 1857 — «Гамлет» У. Шекспира — Гамлет
- 1864 — «Горе от ума» А. С. Грибоедова — Фамусов
- 1865 — «Укрощение строптивой» У. Шекспира — Петруччо
- 1865 — «Много шума из ничего» У. Шекспира — Бенедикт
- 1867 — «Ревизор» Н. В. Гоголя — Городничий
- 1867 — «На всякого мудреца довольно простоты» А. Н. Островского — Городулин
- 1870 — «Бешеные деньги» А. Н. Островского — Телятев
- 1877 — «Посадник» А. К. Толстого — Посадник
- 1878 — «Бесприданница» А. Н. Островского — Кнуров
- 1882 — «Отжитое время» А. В. Сухово-Кобылина — Муромский
- «Испанский дворянин» (Дон Сезар де Базан) Ф. Дюмануара и А. Деннери — Дон Цезарь де Базан
- «Детский доктор» Буржуа и Деннери — доктор Лемонье